# サン・ジョヴァンニ・ルパトート
サン・ジョヴァンニ・ルパトート（伊: San Giovanni Lupatoto）は、イタリア共和国ヴェネト州ヴェローナ県にある、人口約25,000人の基礎自治体（コムーネ）。

## 地理

### 位置・広がり

#### 隣接コムーネ
隣接するコムーネは以下の通り。
- ブッタピエトラ
- オッペアーノ
- サン・マルティーノ・ブオン・アルベルゴ
- ヴェローナ
- ゼーヴィオ

### 気候分類・地震分類
気候分類では、zona E, 2366 GGに分類される。
また、イタリアの地震リスク階級 (it) では、zona 2 (sismicità media) に分類される。

## 行政

### 分離集落
サン・ジョヴァンニ・ルパトートには、以下の分離集落（フラツィオーネ）がある。
- Camacici, Pozzo, Raldon

## 姉妹都市
- Seyssinet-Pariset、フランス 1986年